# Залесье (Вязниковский район)
Залесье — упразднённая деревня в Вязниковском районе Владимирской области России.

## География
Урочище находится в северо-восточной части области, в зоне хвойно-широколиственных лесов, в пределах Волжско-Окского междуречья, к западу от реки Важели, на расстоянии 30 километров (по прямой) к юго-западу от города Вязники, административного центра района. Абсолютная высота — 119 метров над уровнем моря.

### Климат
Климат характеризуется как умеренно континентальный. Средняя температура воздуха самого холодного месяца (января) — −11,1 °C (абсолютный минимум — −48 °С), средняя максимальная температура воздуха (июля) — +23,3 °С (абсолютный максимум — +37 °С). Годовое количество атмосферных осадков составляет около 607 мм, из которых 413 мм выпадает в период с апреля по октябрь.

## История
В «Списке населенных мест Владимирской губернии по сведениям 1859 года» населённый пункт упомянут как удельная деревня Акулиха Судогодского уезда, расположенная при колодцах, в 53 верстах от уездного города. В деревне насчитывалось 22 двора и проживало 135 человек (67 мужчин и 68 женщин).
По состоянию на 1905 год, в Акулихе имелось 35 дворов и проживало 140 человек. В административном отношении деревня входила в состав Воскресенской волости.
По данным 1926 года, в деревне имелось 37 крестьянских хозяйств и проживало 86 человек (65 мужчин и 80 женщин). Являлась частью Сварухинского сельсовета. Решением облисполкома № 151 от 14 февраля 1966 года переименована в Залесье.
На момент упразднения входила в состав Стёпанцевского сельсовета Вязниковского района. Упразднена решением облисполкома № 322 от 16 мая 1986 года как фактически не существующая.